# Fontanilles
Fontanilles és un municipi de la comarca del Baix Empordà, província de Girona. El terme municipal té una extensió de 9 km² i el poble està a 29 m. d'altitud.
Té agregat el nucli de Llabià, que el 1800 era un ens local independent, però que el 1846 va ser incorporat a Fontanilles.
Els límits del terme municipal són al nord amb Gualta i Torroella de Montgrí, a l'est amb Pals, al sud amb Palau-sator i Pals i a l'oest amb Ullastret. . És regat pel riu Daró, que travessa els dos extensos sectors planers del territori.
Forma part del Parc Natural del Montgrí, les Illes Medes i el Baix Ter.

## Geografia
- Llista de topònims de Fontanilles (Orografia: muntanyes, serres, collades, indrets..; hidrografia: rius, fonts...; edificis: cases, masies, esglésies, etc).

| Entitat de població | Habitants (2023) |
| Fontanilles         | 101              |
| Llabià              | 69               |
| Font: Idescat       |                  |

## Demografia
| 1497 | 1515 | 1553 | 1787 | 1887 | 1900 | 1920 | 1950 | 1970 | 2010 | 2024 |
| 35   | 16   | 30   | 179  | 238  | 223  | 253  | 211  | 168  | 160  | 168  |

## Llocs d'interès
- Castell de Fontanilles. Segle XI
- Font de Fontanilles
- Església de Sant Martí de Fontanilles. Segle XII